# Tom Saldeen
Tom Saldeen, född 21 juli 1936 i Stockholm, är en svensk läkare, vetenskapsman och professor emeritus.
Tom Saldeen tog studenten vid Karolinska läroverket i Örebro 1955, blev legitimerad läkare 1961 och 1963 medicine doktor och docent i patologi vid Lunds universitet. År 1968 blev han professor i rättsmedicin vid Uppsala universitet. Sedan 1988 har Tom Saldeen varit adjungerad professor vid hjärtkliniken vid University of Florida. Han har under ett år varit gästprofessor vid Harvard Medical School och Massachusetts General Hospital i Boston, USA och under två år vid Brown University och Rhode Island Hospital. Sedan 1998 är han adjungerad professor vid hjärtkliniken, University of Arkansas, USA.
Mellan 1964–2001 var Tom Saldeen överläkare och chef för den rättsmedicinska avdelningen i Uppsala. Åren 1975–2003 var han vetenskapligt råd vid Socialstyrelsen och var 1999–2009 läkare och medicinsk chef vid Svenska Hjärt-kärlhälsan. Tom Saldeen har publicerat 800 vetenskapliga skrifter, främst inom hjärt-kärlområdet; bland annat i Proceedings of the National Academy of Sciences, Annals of the New York Academy of Sciences, British Medical Journal, Circulation, Circulation Research, Cardiovascular Research och American Journal of Physiology. Hans forskning har resulterat i ett flertal patent inom läkemedelsområdet. Tom Saldeen är ledamot av American College of Cardiology och American Heart Association.  Han är upptagen i uppslagsverket Who’s Who in the World. Han har publicerat flera populärvetenskapliga böcker som översatts till flera olika språk.
Tom Saldeen var 1974–1980 proinspektor och 1980–1986 inspektor vid Södermanlands-Nerikes nation i Uppsala. År 1972 blev han utnämnd till riddare av Kungliga Nordstjärneorden.
Tom Salden är bror med professor emeritus i civilrätt Åke Saldeen.